# 8244 Mikolaichuk
8244 Mikolaichuk eller 1975 TO2 är en asteroid i huvudbältet som upptäcktes den 3 oktober 1975 av den ryska astronomen Ljudmila Tjernych vid Krims astrofysiska observatorium på Krim. Den har fått sitt namn efter Ivan V. Mikolaichuk.
Asteroiden har en diameter på ungefär 4 kilometer.